# Central nuclear de Oskarshamn
A  Central nuclear de Oskarshamn  - em sueco Oskarshamns kärnkraftverk - está localizada na península de Simpevarp, na costa báltica da província histórica da Småland, a 25 km de Oskarshamn.

Esta usina nuclear tem três reatores em funcionamento, com uma capacidade de 2 603 MW.

## Ligações exteriores
- Página da Central nuclear de Oskarshamn